# Kongens Nytorv (stacja metra)
Kongens Nytorv – stacja metra w Kopenhadze, na linii M1 i linii M2. Zlokalizowana jest pomiędzy stacjami Nørreport i Christianshavn. Została otwarta 19 października 2002. Znajduje się pod placem Kongens Nytorv i w pierwszej strefie biletowej. 

## Historia
Stacja Kongens Nytorv została otwarta w ramach pierwszego odcinka metra w Kopenhadze, na odcinku Nørreport na zachodzie i Vestamager or Lergravsparken na wschodzie. Roboty budowlane w ramach Linii Okrężnej, która będzie przeznaczona dla linii M3 i M4, dla których Kongens Nytorv będzie stacją przesiadkową, rozpoczęły się w dniu 4 października 2009. Stacja z przeznaczeniem dla nowo budowanych linii ma zostać ukończona w 2018 roku.